# Florida zászlaja
A vörös andráskereszt a Konföderáció hadilobogóját idézi. A pecséten jellegzetes floridai táj látható – az indián asszony alakja a félsziget őslakosaira utal.

## Korábbi zászlók
- A spanyol burgundi kereszt (1513–1821)
- 1861. január 13. – szeptember 12.
- 1861. szeptember 13. – 1865. május 5.
- 1868. május 6. – 1900.
- 1900
- 1900–1985